# История даосизма
Традиция считает основоположником даосизма легендарного Жёлтого императора. Другим основателем даосизма считается древнекитайский мудрец Лао-цзы. Даосской традицией ему приписывается авторство одной из основных книг даосизма. Уже в раннем даосизме Лао-цзы становится легендарной фигурой, и начинается процесс его обожествления.

## Ранний даосизм

### Философские сочинения
Философские сочинения, относящиеся к даосизму, начинают появляться с эпохи Борющихся Царств (Чжаньго) в V век до н. э., практически одновременно с учением Конфуция.
Трактат Лао-цзы Дао Дэ Цзин (кит. 道德經) стал ядром, вокруг которого стало формироваться учение даосизма. Другим знаменитым текстом раннего даосизма является «Чжуан-цзы» (автор — Чжуан Чжоу (369—286 гг. до н. э.)).
Синолог Изабель Робинет выделяет четыре компонента, объединение которых привело к образованию даосского учения :
1. Философский даосизм (даоцзя 道家), сформировавшийся вокруг таких трактатов, как Дао Дэ Цзин и Чжуан-цзы
2. Экстатические практики
3. Практики достижения бессмертия
4. Вызовы духов и экзорцизм.

### ЭпохаХань
Ханьская эпоха (от 206 года до н. э. до 220 года н. э.) в первую очередь связана с рядом философских сочинений, которые относят к продолжению «философского даосизма» (даоцзя 道家). К раннему ханьскому периоду относится комментарии Хэшан-гуна к Даодэцзину, а также знаменитый трактат Хуайнань-цзы.
В циньскую и ханьскую эпохи даосы ассоциируются также с искателями бессмертия; активные поиска бессмертия, которые организовали императоры Цинь Шихуанди и У-ди, опирались на даосское миропредставление той эпохи.
В ханьскую эпоху распространяются трактаты о достижении бессмертия и внутренней алхимии, в частности Цаньтунци Вэй Бояна.
В эту же эпоху проходило формирование «даосского учения» (даоцзяо, 道敎). Впервые понятие «даоцзяо» возникло в исторических трудах Сыма Цяня и Бань Гу и означало скорее библиографическую классификацию определённого рода сочинений. Этот же термин использовался в буддийском трактате Моу-цзы II—III веков. «Даоцзяо» стало употребляться как обозначение религиозного учения только в IV—V веках.

## Религиозный даосизм в средние века

### Даосизм в конце ханьской династии
В позднеханьскую эпоху появился трактат Тайпинцзин (Трактат о Великом Спокойствии), вокруг которого объединилась школа Тайпиндао, этот трактат вдохновлял также Восстание Жёлтых повязок.

### Школа Небесных Наставников
В то же самое время появилась школа Пять Ковшей Риса, основателем которой был Чжан Даолин. Согласно традиции, в 142 году на горе Хэминшань (Сычуань) он встретился с Лао-цзы, получив от него благословения и предписания. Школа, которую он создал, была первой хорошо организованной религиозной структурой, оставившей после себя большое количество сочинений, документов и свидетельств, традиция которой не прекращается до сих пор. Образование этой школы считается началом религиозного даосизма.
Хотя по времени образование школы примерно соответствует трактату Тайпинцзин и
Восстанию Жёлтых повязок (которым также руководили три Чжана, и Чжан Цзяо по некоторым утверждениям является внуком Чжан Даолина), нет убедительных исторических свидетельств тесных контактов и преемственности этих школ.
Сын Чжан Даолина Чжан Хэн и внук Чжан Лу стали вторым и третьим Небесным Наставниками, им удалось укрепить своё положение и создать теократическое государство в области Ханьчжун (юг провинции Шэньси и примыкающая часть провинции Сычуань). В 215 году Чжан Лу сдался войскам Цао Цао, даосское государство было ликвидировано, но при этом Цао Цао сохранил за ним статус Небесного Наставника, переместив центр школы вглубь страны, после чего школа распространилась по другим частям Китая.
Название Школа Небесных Наставников закрепилось за последователями Чжан Лу в Эпоху шести династий. Эта школа оставалась долгое время одной из самых авторитетных даосских направлений, пока не была расколота, а потом уступила первенство школам Шанцин и Линбао. После эпохи Шести Династий (во времена Суй и Тан) практически исчезли свидетельства активности этой линии. Позднее, в эпоху Сун, школа снова была воссоздана как Школа Истинного Единства, а в дальнейшем официально признана главенствующим направлением в Южном Китае, и ей были подчинены другие школы.

### Северная ВэйиСеверные Небесные Наставники
Во времена сяньбийской династии Северная Вэй на севере Китая Коу Цяньчжи, который происходил из даосской семьи последователей Школы Небесных Наставников, вошёл в доверие к главному советнику и к императору, установив с 424 года даосскую теократическую монархию, в которой жестоко преследовался буддизм. Коу Цяньчжи подверг Небесных Наставников критике и сам принял на себя роль патриарха, проведя кардинальные реформы учения. Даосское государство просуществовало до 450 года. После смены императора и смерти Коу Цяньчжи начались снова преследования даосизма и насаждение буддизма.
Тогда даосам этой школы удалось обосноваться в городе Лоугуань (樓觀), где школа ещё просуществовала при следующих династиях до конца 688 года. Императоры династии Тан поддерживали даосизм, и закрепили первородство и преимущества даосизма специальным указом 637 года, который в 674 отменила императрица У Цзэтянь, сторонница буддизма.
Последним северным небесным наставником был Инь Вэньцао, который прибыл в Лоугуань в 636 году. Ему удалось завоевать расположение императора Гао-цзуна. После его смерти в 688 году Лоугуань, хотя и оставался важным даосским центром, был захвачен другой школой.

### Саньхуанвэнь,Маошань(Шанцин) иЛинбао
Школа Небесных Наставников была далеко не единственной даосской школой. Отдельно от неё существовали многочисленные даосские группы и отдельные странствующие даосы, несущие самые разные идеи, как философского характера, так и практического.

#### Саньхуанвэнь
Школа Саньхуанвэнь, истоки которой теряются в позднеханьской эпохе, известна благодаря семье Гэ и в первую очередь энциклопедиста Гэ Хуна. Гэ Хун (283—343) оставил энциклопедический трактат Баопу-цзы о даосизме с практическим анализом методов достижении бессмертия; а также жизнеописания даосских бессмертных Шэньсянь-чжуань. Поздние школы, в частности Линбао, подчёркивали преемственность с традицией семьи Гэ.

#### Линбао
Внучатый племянником Гэ Хуна Гэ Чаофу около 400 года унаследовал от своих предков сочинения Линбао, которые передал своим ученикам. Была создана школа, которую привёл в порядок и переорганизовал Лю Сюлин (406—477) в 471 году. Около 500 года патриарх школы Шанцин энциклопедист Тао Хунцин привёл в порядок пантеон школы Линбао, который стал применяться в школе Шанцин. Школа Линбао отличается медитациями, высокими морально-этическими требованиями, очистительными групповыми ритуалами и хорошо проработанной космологией. В Линбао тщательно проработаны практики достижения бессмертия (с опорой на буддийскую космологию). Школа опирается на многие традиции Небесных Наставников, однако подвержена значительному влиянию буддизма.

#### Шанцин
Сочинения школы Шанцин (Высшей Чистоты) появились раньше Линбао, но Шанцин оформилась как религиозная организация во второй половине V века (Тао Хунцин).
Эта школа практикует визуализацию. По представлениям школы Шанцин, существуют живущие на небе Истинные Люди (Чжэнь-жэнь), обладающие сверхъестественными знаниями и ценнейшими книгами из Небесных Книгохранилищ. Контакт с Истинными Людьми позволяет записать эти тексты, которые они передают достойным медиумам через состояние транса.
Основательницей школы считается Вэй Хуацунь (252—334), через тридцать лет после её смерти её ученик Ян Си, входя в транс, собрал значительное количество откровений, которыми поделился с влиятельным чиновником Сюй Ми и его сыном Сюй Хуэем. Он основал скит на горе Маошань.
Энциклопедист Лу Сюцзин (406—477) собрал известные на то время сочинения даосских школ, включая Саньхуанвэнь, Линбао и Шанцин, и выпустил первый Даосский канон. Он же основал школу Южных Небесных Наставников (реформировав Школу Небесных Наставников), которая позднее влилась в Шанцин. Его работа привела к созданию теоретической базы школы.
Фактически оформление школы Шанцин произошло тогда, когда патриарх Тао Хунцин (456—536) привёл в порядок откровенные тексты Ян Си. Тао Хунцин заинтересовался также сочинениями школы Линбао, включив элементы её учения в Шанцин. Тао Хунцин стал девятым патриархом школы, линия которой была воссоздана от Вэй Хуацунь и Ян Си, включая Лу Сюцзина.
В школе Шанцин сформировалось другое понимание бессмертия через единение всех духов, объединение которых составляет человеческую индивидуальность, и выхода из парадигмы жизнь-смерть в реальность «истинных людей». Бессмертие перестало быть рассматриваться физически (как у Гэ Хуна), а скорее как новое рождение во вселенском масштабе с Эизбавлением от трупа. В практику школы включились некоторые буддийские элементы медитация и элементы космогонии, унаследованные из Линбао.
Школа Шанцин, впитав в себя школу Линбао и частично Школу Небесных Наставников, долгое время (по меньшей мере до 1000 года) оставалась самой влиятельной даосской школой, однако во время династии Сун, когда Школа Небесных Наставников была снова восстановлена, признала её формальное главенство. В 1304 году Юань привилегии школы Чжэнъи были подтверждены специальным указом, 38-й Небесный Наставник Чжан Юцай с горы Лунхушань был объявлен главенствующим над учением трёх гор, хранителем регистра и талисманов, и фактически с этого времени школы Шанцин и Линбао прекратили своё самостоятельное существование и вошли в состав Школы Истинного Единства.

## ЭпохаТан(618—907)
Императоры танской династии относили Лао-цзы к своему роду, поэтому официальное отношение трона к даосизму было как правило доброжелательное. Однако конфуцианство и буддизм тоже были сильны, и даосизму приходилось бороться за привилегии и поддержку. Император Сюань-цзун (685—762) оставил комментарии к сочинениям всех традиций, отметив, что они не являются взаимно-исключаемыми. С этого времени стало привычным, что правительство поддерживает и контролирует все три традиции. Император Гао-цзун добавил даодэцзин в список классических трактатов, необходимых к изучению для сдачи императорских экзаменов на чиновничью должность.

## ЭпохаСун

### Образование школыЦюаньчжэнь
В XII в. в даосизме происходит своеобразная реформация, приведшая к появлению новых школ, важнейшая из которых — Школа Совершенной Истины (Цюаньчжэнь цзяо) — остается ведущей в даосизме и поныне. Эта школа особенно подчеркивает необходимость нравственного совершенствования, занятия медитацией по образцу буддийской школы Чань (дзэн), требует от духовенства безбрачия и принятия монашеских обетов.

## Эпоха монгольского завоевания
Из школы Цюаньчжэнь вышел знаменитый монах Цю Чуцзи (Чан Чунь) (XIII в.), встречавшийся с Чингисханом и пытавшийся наставить возжелавшего бессмертия монарха на путь соблюдения даосских этических норм. Он восстановил Храм Белых облаков (Байюньгуань) в Пекине, в настоящее время центр даосизма КНР.